# Ladenbergia muzonensis
Ladenbergia muzonensis är en måreväxtart som först beskrevs av Justin Goudot, och fick sitt nu gällande namn av Paul Carpenter Standley. Ladenbergia muzonensis ingår i släktet Ladenbergia och familjen måreväxter. IUCN kategoriserar arten globalt som sårbar. Inga underarter finns listade i Catalogue of Life.